# Карачун (ставок)
Карачун — озеро (ставок) на території Пуща-Водицького лісу, на північно-західній околиці селища Пуща-Водиця, поблизу вулиць Червнофлотської та Селянської. Є останнім з каскаду ставків на річці Котурка - далі річка протікає природним руслом за межами міста, на території села Горенка, де й впадає у р.Горенка.

## Історія створення
Карачун і сусідні озера, утворилсь внаслідок загачення річки Котурка. Гребля знаходить у тому місці, де ставок прилучається до вулиці Селянської. 

## Основні параметри
Озеро розташоване на рівнині у лісі. Довжина — бл. 450 м, ширина — до 80 м. 